# Fernando Matthei
Fernando Jorge Matthei Aubel (Osorno, 11 luglio 1925 – Santiago del Cile, 19 novembre 2017) è stato un generale e politico cileno.
Fu ministro della Sanità tra il 1976 e il 1978, membro della Giunta militare e capo dell'aeronautica militare cilena dal 1978 al 1991.

## Biografia
Tenente pilota dell'aviazione cilena nel 1951, nel 1960 è caposquadriglia e nel 1966 comandante di gruppo aereo. In servizio da due anni come addetto militare all'ambasciata cilena a Londra al momento del golpe del settembre 1973, viene confermato dalla Giunta militare, che poi lo richiama in dicembre in Cile al comando dell'Accademia aeronautica. Nel gennaio del 1975 è nominato generale di brigata aerea.
Nel marzo 1976 diventa ministro della Salute nel governo guidato da Pinochet, dove resta fino al luglio 1978, quando entra nella Giunta Militare fino al marzo 1990 (quando la giunta decade), perché nominato comandante in capo della Fuerza Aérea de Chile dal 24 luglio 1978 al posto di Gustavo Leigh. Mantiene la carica anche dopo il ritorno alla democrazia, fino al 31 luglio 1991.
È padre dell'ex ministro Evelyn Matthei, candidata del centrodestra alle elezioni presidenziali del 2013 e attuale sindaco di Providencia.